# Bingo Crosbyana
Pour plus de détails, voir Fiche technique et Distribution.
Bingo Crosbyana est un film américain d'animation réalisé par Friz Freleng, sorti en 1936.
Produit par Leon Schlesinger et distribué par Warner Bros., ce cartoon fait partie de la série Merrie Melodies.

## Voix originales
- Billy Bletcher : Spider